# Amagansett
Amagansett è un census-designated place degli Stati Uniti, nella contea di Suffolk, nello Stato di New York. Nel 2000 contava 1.067 residenti.
La località si trova a sud della Montauk Highway, lungo Skimhampton Road.